# Willem Jacobus Eijk
Willem Jacobus "Wim" Eijk (Ouder-Amstel, Países Bajos, 22 de junio de 1953) es un médico, filósofo, teólogo y cardenal católico neerlandés. Actualmente es arzobispo de Utrecht.

## Biografía

### Primeros años
Nació en Duivendrecht, un pueblo del municipio de Ouder-Amstel, en la provincia de Holanda del Norte, en 1953. Originalmente quería ser médico, por lo que entró en la universidad para estudiar esa disciplina. Así pues, se graduó en medicina en 1978 en la Universidad de Ámsterdam. Después de graduarse trabajó en un hospital un año y medio, después de lo cuál entró en el seminario. Compatibilizó sus estudios filosófico-teológicos en el seminario con estudios de bioética médica en la Universidad de Leiden.

### Sacerdocio
Fue ordenado sacerdote el 1 de junio de 1985, habiendo obtenido ya el título de grado (denominado Baccalaureatus en las universidades eclesiásticas) en Sagrada Teología. Se incardinó en la diócesis de Roermond, donde fue nombrado vicario parroquial de San Antonio de Padua en Blerick.
En 1987 recibió su doctorado en bioética médica, con una tesis sobre la eutanasia. Fue enviado a continuar sus estudios la Universidad Pontificia de Santo Tomás de Aquino de Roma, donde obtuvo el doctorado en Filosofía en 1989 con una tesis sobre los problemas éticos de la ingeniería genética. Un año después, en 1990, obtuvo el máster (denominado Licentia en las universidades eclesiásticas) en Sagrada Teología. Poco después comenzó a enseñar Teología moral en el Seminario de Rolduc. A partir de 1996 se trasladó a Lugano para ejercer la docencia en la Facultad de Teología de las universidades locales. De 1997 a 2000 fue miembro de la Comisión Teológica Internacional.

## Episcopado

#### Obispo de Groningen

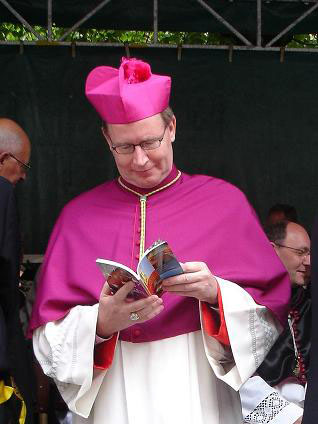
En 2017.

El 17 de julio de 1999 el Papa Juan Pablo II lo nombró VI Obispo de la Diócesis de Groningen. Fue consagrado obispo el 6 de noviembre del mismo año por el Cardenal Adrianus Johannes Simonis. Eligió el lema episcopal «Noli recusare labore» (no rechazar el trabajo), tomado de las últimas palabras de Martín de Tours. Como obispo, restringió el papel de los laicos en los servicios de la iglesia en comparación con la práctica anterior.Juan Pablo II lo nombró miembro de la Pontificia Academia para la Vida el 4 de agosto de 2004 y miembro de su consejo de gobierno el 23 de marzo de 2005.
En 2001 sufrió una hemorragia cerebral y durante algún tiempo tuvo que delegar sus funciones en el vicario general, pero unos meses más tarde las reanudó tras recuperarse por completo.

#### Arzobispo de Utrecht
El 11 de diciembre de 2007, Benedicto XVI lo nombró como el LXXVI Arzobispo Metropolitano de la Arquidiócesis de Utrecht. Se instaló en la Catedral metropolitana de Santa Catalina el 26 de enero de 2008. En mayo de 2008, el Papa Benedicto XVI nombró a Eijk miembro de la Congregación para el Clero. Coeditó el Manual de ética médica católica: Atención médica responsable desde una perspectiva católica, publicado en 2010. En 2011 fue elegido presidente de la Conferencia Episcopal de los Países Bajos. El 21 de abril de 2012 fue nombrado miembro de la Congregación para la Educación Católica.
El 6 de febrero de 2014 el Papa Francisco lo nombró miembro del Pontificio Consejo para los Laicos. Como arzobispo de Utrecht, recomendó una reestructuración de las 326 parroquias de la diócesis en 48 territorios, siguiendo un patrón en toda Europa frente a la disminución de la asistencia a la iglesia. Ha insistido en ese plan a pesar de cierta resistencia popular. Él dijo: «Cuando hablé con el Papa, le advertí que las estructuras de las iglesias antiguas no existirían cuando me jubilara, y que para el 2025 dos tercios de nuestras iglesias se habrían retirado del culto divino».

## Cardenalato
El papa Benedicto XVI lo nombró cardenal con el título de San Calixto en el consistorio del 18 de febrero de 2012 junto con otras 21 personas. Fue ordenado Cardenal-Presbítero de San Calixto. Fue uno de los cardenales electores que participó en el cónclave papal de 2013 que eligió al Papa Francisco.

### Cargos en la curia romana
- El 14 de marzo de 2022 fue confirmado como miembro de la Pontificia Academia para la Vida in aliud quinquennium.[13]

## Posiciones
En junio de 2015, Eijk ordenó la destitución de Rhianna Gralike, la tesorera transgénero de la parroquia de Norbertus que está en este de Flevoland y el norte de Veluwe, a pesar de las objeciones de la junta parroquial.

### XIV Asamblea General Ordinaria del sínodo de obispos
En 2015, Eijk fue elegido para representar a la Conferencia Episcopal de los Países Bajos en el Sínodo de Obispos sobre la Familia de octubre.  Antes del Sínodo, publicó un ensayo en el que afirmaba que las parejas que se vuelven a casar por lo civil sin haber recibido la anulación de matrimonios anteriores representan «una forma de adulterio estructurado e institucionalizado».
En octubre de 2015, se difundió una carta firmada por él y otros 12 cardenales en la que denunciaban la metodología empleada en el Sínodo convocado por el Pontífice. Los otros cardenales eran: Carlo Caffarra (Italia), Thomas C. Collins (Canadá), Timothy M. Dolan (EE. UU.), Gerhard L. Müller (Alemania), Péter Erdõ (Hungría), Wilfrid Fox Napier (Sudáfrica), George Pell (Australia), Mauro Piacenza (Italia), Robert Sarah (Guinea-Conakri), Jorge L. Urosa Savino (Venezuela), Angelo Scola (Italia) y  André Vingt-Trois (Francia). Más tarde, los cardenales Angelo Scola y André Vingt-Trois se desmarcaron de la carta diciendo que nunca la habían firmado.Lo mismo dijeron aun más tarde los cardenales Péter Erdõ y Mauro Piacenza, por lo que el número de los firmantes se redujo a nueve. Posteriormente se supo que hubo una confusión y que los otros cuatro firmantes fueron los cardenales Daniel N. DiNardo (EE. UU.), John Njue (Kenia), Norberto Rivera Carrera (México) y Elio Sgreccia (Italia).
Después del sínodo, se convirtió en un crítico del Amoris laetitia del papa Francisco. En 2018, dijo que el documento había «causado que se sembrara la duda» y dijo que Francisco debería declarar más claramente que el matrimonio es «uno e inquebrantable» y que a un católico que se vuelve a casar después del divorcio se le debe negar la comunión.

### Sobre la Iglesia en Alemania
En mayo de 2018, después de que el Papa Francisco no rechazara un borrador de propuesta por parte de la Conferencia Episcopal Alemana para permitir a los protestantes en ciertos casos acceder a la Comunión, Eijk escribió que Francisco no estaba defendiendo «la clara doctrina y práctica de la Iglesia» y que esto representaba "una deriva hacia la apostasía de la Verdad».

## Sucesión
| Predecesor: Johann Bernard Wilhelm Maria Möller | Obispo de Groningen-Leeuwarden 17 de julio de 1999 - 11 de diciembre de 2007 | Sucesor: Gerard Johannes Nicolaus de Korte |
| Predecesor: Adrianus Johannes Simonis           | Arzobispo de Utrecht 11 de diciembre de 2007                                 | Sucesor: En el Cargo                       |
| Predecesor: Corrado Ursi                        | Cardenal Presbítero de San Calixto 18 de febrero de 2012                     | Sucesor: En el Cargo                       |